# 柴田紹安
柴田 紹安（しばた しょうあん、生年不明 - 天正14年（1586年））は、戦国時代から安土桃山時代にかけての武将。大友氏の家臣。通称は遠江守。弟に柴田礼能。剃髪して紹安と号した。豊後国朝日嶽城主。

## 生涯
柴田氏は、本姓は橘氏で、一族で大友氏に仕えた豊後大野郡の国人・野津院衆（現在の大分県臼杵市野津町）であった。
初め、豊後国の日向国境に近い朝日嶽城を任されていた。この頃の大友氏は、天正6年（1578年）の耳川の戦いで有力家臣を多数失い急速に衰退しており、その中で国境線の守備を任されることは充分な抜擢であったが、紹安はこれを左遷として恨み、機会を窺っていた。『豊薩軍記』によると、弟の礼能が重用されることに対して、郎党の帆足市弥太に「豊後の柴田姓の頭は私である。だが庶子である礼能が太守のご寵愛を良いことに我々を侮蔑している。家紋にしても礼能は大友家の家紋を貰い、恣に振る舞っている。我々は外様にされて口惜しいばかりだ。この礼能への恨みは即ち当主への恨みである」と語ったとあり、礼能への嫉妬も多分にあったと推測される。
天正14年（1586年）、薩摩国の島津氏が島津家久を大将として侵攻してくると（豊薩合戦）、即座に寝返ったが、島津氏は紹安を疑い、紹安本人を天連城（あまつらじょう）に、妻子や一族を星河城（ほしかわじょう）へと隔てた。大友氏は紹安の寝返りを知るとこれを誅するべく、すぐさま佐伯惟定を差し向け星河城を包囲した。
元々大友氏に背くことは紹安一人の意であったので、城兵の中の芦別大膳が内応し、紹安の妻子・一族は全て捕縛され、佐伯西正寺において自害させられた。紹安は援軍を出すことの無かった島津氏を恨み、反旗を翻して天連城に籠城したが城中の兵は混乱。籠城のさなかに殺害された。